# Adoretosoma tonkinense
Adoretosoma tonkinense är en skalbaggsart som beskrevs av Machatschke 1955. Adoretosoma tonkinense ingår i släktet Adoretosoma och familjen Rutelidae. Inga underarter finns listade i Catalogue of Life.